# 葛西伸哉
葛西 伸哉（かさい しんや、1965年7月21日 - ）は、日本のライトノベル作家。青森県つがる市出身。
1991年、第3回ファンタジア長編小説大賞で佳作を受賞。（受賞作品「戦国異形軍記」は未刊行）1992年、『ソードワールド短編集 スチャラカ冒険隊、南へ』の「かくもささやかな凱歌」で商業デビュー。オリジナル小説としてのデビュー作品は『熱死戦線ビットウォーズ』。パロディを多用したコメディから、凄惨な殺し合いを描いた作品まで、作風の幅が非常に広い。
岸 杯也名義でも作品を刊行していた。

## 作品リスト

### シリーズ作品
- エシィール黄金記（2000年3月 - 2001年10月 ファミ通文庫 全4巻）
- アニレオン!（2002年5月 - 2003年10月 ファミ通文庫 全4巻）
- 不思議使い（2005年8月 - 2006年4月 MF文庫J 既刊2巻）
- だめあね（2006年3月 - 2007年6月 ファミ通文庫 全3巻）
- ブレスレス・ハンター（2006年7月 - 2007年8月 HJ文庫 既刊3巻）
- キャラふる♪（2008年6月 - 11月 ファミ通文庫 既刊2巻）
- サヴァイヴドファイブ（2008年7月 - 12月 GA文庫 全3巻）
- インポッシブル・ハイスクール（2009年9月 - 2010年5月 MF文庫J 既刊3巻）
- 無刃のイェーガー（2010年2月 - 11月 HJ文庫 既刊3巻）
- しゅらばら!（2011年4月 - 2014年6月 MF文庫J 全11巻）- 岸杯也名義
- 俺は天剣を掲げ僕は飛竜と往く（2011年9月 - 2012年6月 HJ文庫 既刊3巻）
- 白き覇王の魔戦従姫（2013年7月 - 2014年4月 HJ文庫 既刊3巻）
- せんせい、まちがってます。（2014年9月 - 2015年4月 MF文庫J 既刊3巻）- 岸杯也名義
- ヴァンパイア／ロード（2016年9月 - 2017年2月 HJ文庫 既刊2巻）
- 封印魔竜が最強の仲間たちと数千年後の世界で無双するようですよ?（2019年5月 - 2020年3月 HJ文庫 既刊3巻）

### 単巻作品
- 熱死戦線ビットウォーズ（1995年1月 富士見ファンタジア文庫）
- 石のハートのアクトレス（1998年3月 サークル文庫）
- 青の時代のスタンドイン（1998年11月 ノアール出版ノベルズ）
- デビルサマナー ソウルハッカーズ Nightmare of the butterfly（1999年5月 ファミ通文庫）
- ようこそ観光ダンジョンへ（2000年9月 電撃文庫）
- エクスカリバー武芸帖 小次郎破妖録（2001年1月 電撃文庫）
- バギーラギーで出かけよう!（2002年8月 電撃文庫）
- パメラパムラの不思議な一座（2004年5月 ファミ通文庫）
- 世界が終わる場所へ君をつれていく（2004年10月 MF文庫J）
- ポチのウィニングショット（2007年1月 GA文庫）
- 恋愛撲滅隊コイスル（2009年10月 ファミ通文庫）
- 炎獄のアルシャーナ（2015年1月 一迅社文庫）
- ストレンジチョーカーズ（2016年11月 レッドライジングブックス）- 岸杯也名義
- 知識チートVS時間ループ（2017年12月 HJ文庫）